# Убийство в проходном дворе
«Убийство в проходном дворе» (англ. Murder in the Mews) — сборник из четырёх рассказов английской писательницы Агаты Кристи, посвящённых расследованиям Эркюля Пуаро. Впервые опубликован отдельным изданием 15 марта 1937 года издательством Collins Crime Club.

## Содержание
Сборник состоит из следующих произведений:
- «Убийство в проходном дворе» (Murder in the Mews):

Умерла молодая девушка в доме около каретных рядов; событие похоже на самоубийство. Впрочем, как утверждает соседка убитой, та была отнюдь не левшой, а правшой. Пуаро начинает расследование.
- «Невероятная кража» (The Incredible Theft):

Крадут важные документы из дома члена парламента.
- «Зеркало мертвеца» (Dead Man’s Mirror):

Убивают пожилого человека, который купил зеркало на аукционе. Во время убийства пуля попала не только в голову убитого, но и в зеркало. Подозреваемых немного, однако у них железное алиби. Тем не менее Пуаро успешно разгадывает загадку.
- «Родосский треугольник» (Triangle at Rhodes):

Пуаро едет отдыхать на остров Родос, однако его отдых длится недолго — убивают жену богатого мужчины. Пуаро выясняет, что мотивом убийства может быть любовный треугольник.

## Первые публикации отдельных рассказов
- «Убийство в проходном дворе» — впервые опубликован в декабре 1936 года в журнале Woman’s Journal.
- «Невероятная кража» — представляет собой несколько расширенную версию рассказа «Пропавшие чертежи», ранее опубликованного в номере 1606 журнала The Sketch 7 ноября 1923 года. Расширенный вариант был опубликован в газете Daily Express в шести номерах с 6 апреля по 12 апреля 1937 года.
- «Зеркало мертвеца» — представляет собой несколько расширенную версию рассказа «Второй удар гонга», впервые опубликованного в июле 1932 года в номере 499 журнала Strand Magazine.
- «Треугольник на Родосе» — впервые опубликован в мае 1936 года в номере 545 журнала Strand Magazine.

## Экранизация
Все четыре рассказа были экранизированы в рамках британского телесериала «Пуаро Агаты Кристи» с Дэвидом Суше в главной роли.